# 長野県道300号白骨温泉線
長野県道300号白骨温泉線（ながのけんどう300ごう しらほねおんせんせん）は、長野県松本市安曇の白骨温泉から松本市安曇の国道158号交点までを結ぶ一般県道。

## 地理
隘路、急坂、急カーブの多い山岳路線である。
- 白骨温泉

### 通過する自治体
- 長野県
  - 松本市

### 交差する道路
- 上高地乗鞍林道（松本市安曇字白骨＝白骨温泉、起点）
- 国道158号（松本市安曇字沢渡＝信号無交差点、終点）

## 規制
- 雨量規制あり（以下の基準に達した場合は通行止め）
  - 連続雨量60mm、時間雨量15mm、15分雨量8mm
- 規制区間：安曇白骨・安曇湯川渡（国道158号交点）間の3.8km

## 改良工事
2009年（平成21年）5月から2012年（平成24年）11月30日まで道路改良工事のため全面通行止めとなっていた。
以前は概ね12月中旬から4月中旬まで路面凍結や雪崩などの危険があり冬期閉鎖であったが改良によって通年通行可能となった。
白骨温泉到着直前に急角度のＺカーブがあり難所であったが拡幅され大型車でも切り返しをせず通行可能となり大型観光バスの通行規制も解除された。
Ｚカーブとその前後の区間は冬期間（12月中旬 - 3月末）信号による片側交互通行となっている。
その他一部区間にロードヒーティングが施され待避所や吊柵式の雪崩予防柵の設置、覆道の延伸なども行われた。